# Shinobu Sugawara
Shinobu Sugawara (菅原 忍 Sugawara Shinobu?) (2 de septiembre de 1980) es un luchador profesional japonés, más conocido por los nombres artísticos Shinobu y Super Shenlong. Sugawara es conocido por su trabajo en Big Japan Pro Wrestling, 666 y Dragon Gate.

## Carrera
Sugawara se inició en la lucha libre en el club de puroresu de su universidad.

### 666 (2004-presente)
En febrero de 2004, Sugawara debutó en la empresa de lucha libre 666, donde empezó a competir bajo el nombre de Magnum KYOTO, una parodia de Magnum TOKYO. Más tarde, Shinobu comenzó a usar su nombre de pila y a utilizar el gimmick de un bisexual adicto al sexo, el cual le caracterizaría el resto de su carrera en otras empresas. Encajando con el estilo de entretenimiento altamente polémico de 666, Shinobu era protagonista de gags sexuales, que comúnmente resultaban en combates cómicos.

### Wrestling Marvelous Future (2004-2006)
Shinobu debutó en Wrestling Marvelous Future en julio de 2004, entrando en un feudo con Kenji Sawaragi. A finales de 2006, Shinobu dejó la empresa.

### Big Japan Pro Wrestling (2006-presente)
En enero de 2006, Shinobu debutó en Big Japan Pro Wrestling, haciendo equipo con GENTARO para enfrentarse sin éxito a MEN's Teioh & Onryo. Shinobu compitió para la empresa durante los siguientes años, alternando con sus apariciones en Dragon Gate.

### Dragon Gate (2006-2010)
Sugawara comenzó a aparecer en Dragon Gate como Super Shenlong, un personaje enmascarado de estilo chino. Perfilado como un personaje de comedia, Shenlong luchó en numerosas ocasiones, casi siempre en el bando perdedor, hasta que fue desenmascarado y presentado bajo su anterior nombre. Tras ello, fue introducido como "estudiante de intercambio" en el grupo Tozawa-juku, fundado por Akira Tozawa.

## En lucha
- Movimientos finales
  - S.E.X.[1] / Ryusei[4] / RyuS.E.X.[3] (Shooting star press)[2]
  - Sex Bomber[1][2] (Running lariat)

- Movimientos de firma
  - Necktie Suplex[2] (Vertical suplex elbow drop)
  - Dropkick,[5] a veces desde una posición elevada
  - German suplex
  - Grounded crucifix pin[4]
  - Hurricanrana,[5] a veces a un oponente elevado
  - Leg-feed heel kick
  - Second rope pringboard moonsault, a veces hacia fuera del ring[2]
  - Shining wizard
  - Sitout scoop slam piledriver[5]
  - Sole kick
  - STF[6]

- Apodos
  - "Sex Bomb"[1]

## Campeonatos y logros
- Big Japan Pro Wrestling
  - BJW Tag Team Championship (1 vez) - con Yoshihito Sasaki

- Dragon Gate
  - Dragon Gate Open the Triangle Gate Championship (1 vez) - con Kenichiro Arai & Taku Iwasa

- Kaientai Dojo
  - UWA World Middleweight Championship (1 vez)

- Michinoku Pro Wrestling
  - Futaritabi Tag Team Tournament (2008) - con MEN's Teioh

- Dramatic Dream Team
  - Ironman Heavymetalweight Championship (216 veces, mayor cantidad de reinados)